# HMS Antigua (K501)
La HMS Antigua (K501) fue una fragata clase Colony de la Marina Real británica.

## Historia
La fragata USS Hamond (PF-73) —inicialmente designada PG-181— fue construida por Walsh-Kaiser Co. Inc. de Providence, Rhode Island, por un contrato de la Maritime Commission. Destinada al Reino Unido, la unidad recibió la designación PF-73 el 15 de abril de 1943 y el nombre de «Antigua». Fue botada el 26 de julio de ese mismo año siendo amadrinada por Louise M. Reddick. Fue completada y entregada al país europeo de acuerdo a la Ley de Préstamo y Arriendo el 4 de noviembre. Prestó servicio en la Marina Real británica como patrullera y escolta, y regresó a los Estados Unidos el 2 de mayo de 1946. Finalmente, fue vendida al Sun Shipbuilding & Drydock Co. de Chester, Pensilvania, para su chatarreo.